# 大潤發

大潤發商標

大潤發（英語：RT-MART）是一個大型連鎖量販店品牌，最初於1996年由潤泰企業集團在臺灣創設，隔年第一家大潤發在桃園開幕；1997年於中國大陸成立「上海大潤發有限公司」，並於隔年首間門市於上海開幕。2000年，润泰集团与法商欧尚合资成立“高鑫零售”，在中国大陆共同经营大润发及歐尚兩個量販店品牌，2018年底，高鑫零售将中国欧尚的零售业务交由大润发托管，阿里巴巴集團分別於2017年與2020年向潤泰集團和歐尚集團收購高鑫零售股權，2025年德弘資本收購高鑫零售股權，成为高鑫零售控股股东。2025年8月臺灣大潤發更名為大全聯後，大潤發量販店品牌僅存於中國市場，由中國高鑫零售經營。

## 台灣

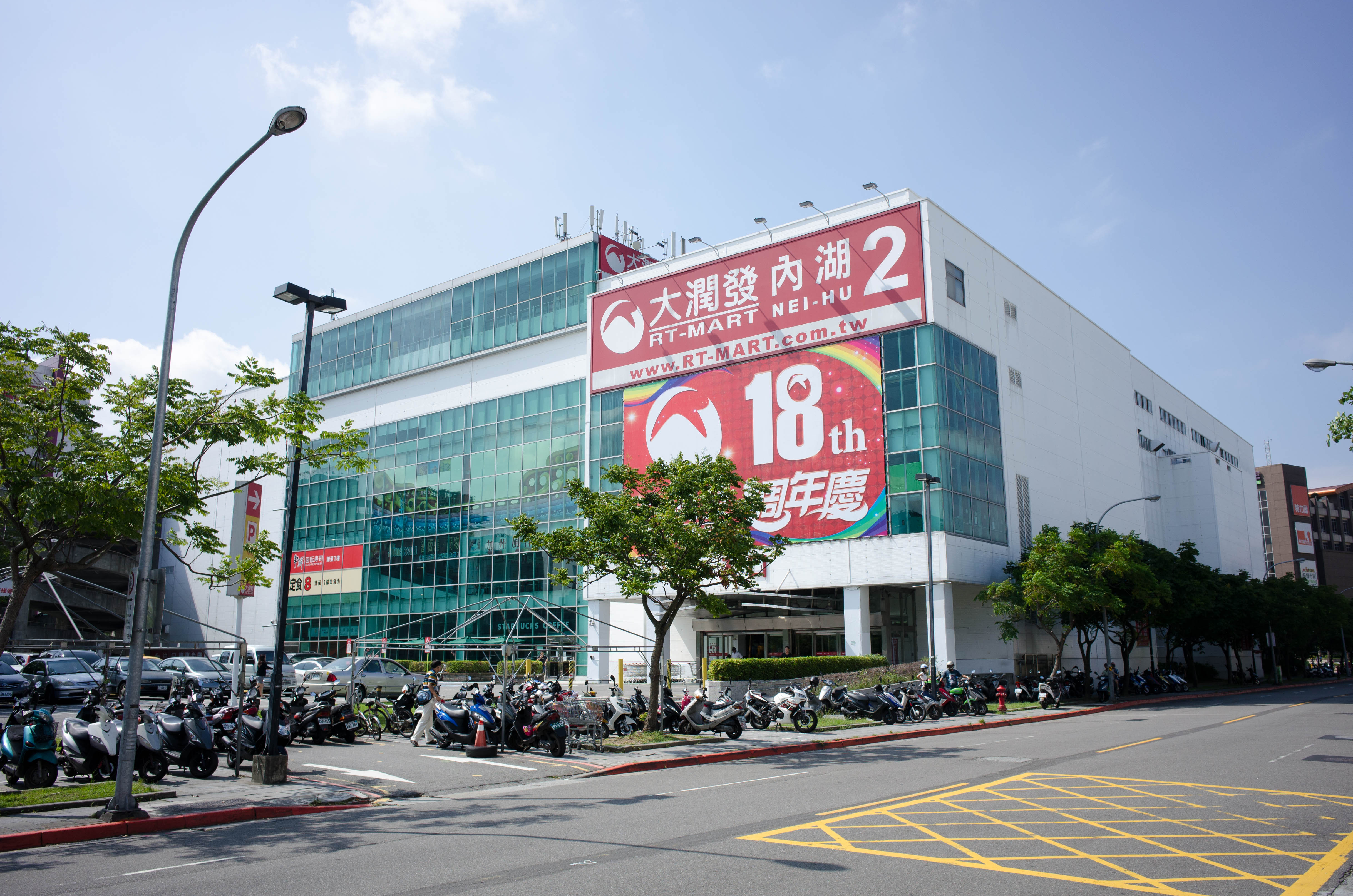
台北內湖店
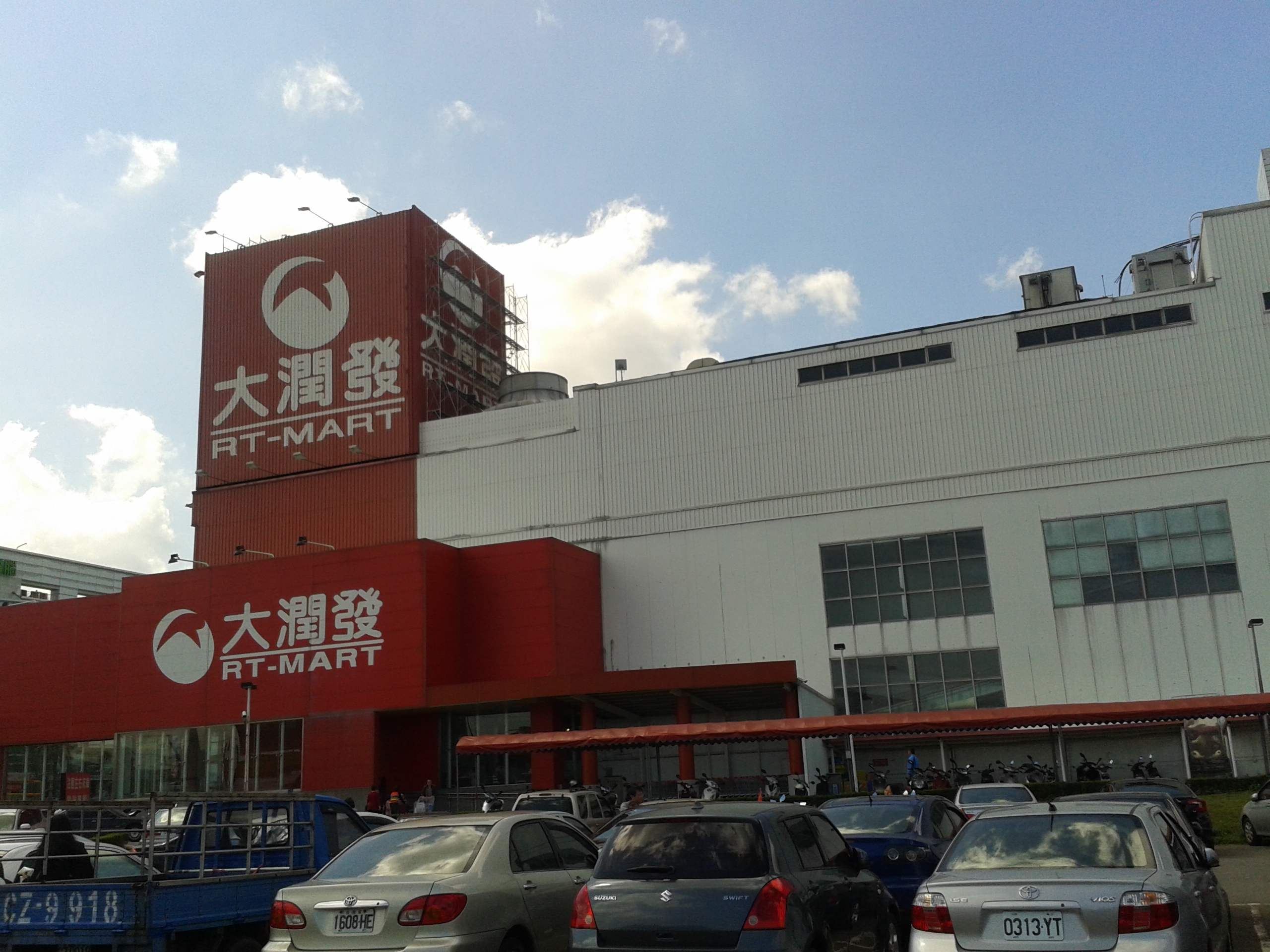
桃園平鎮店
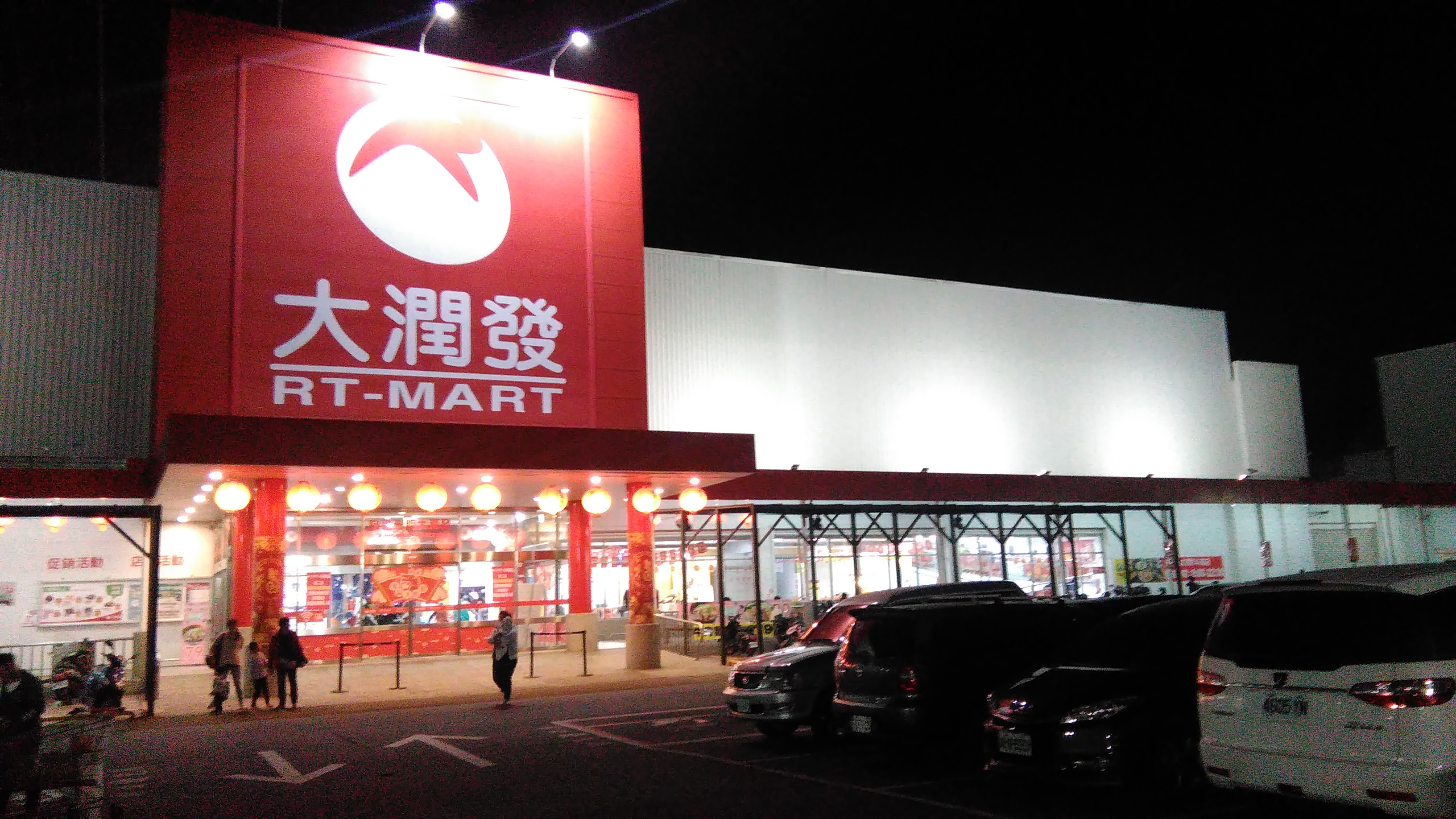
雲林斗南店
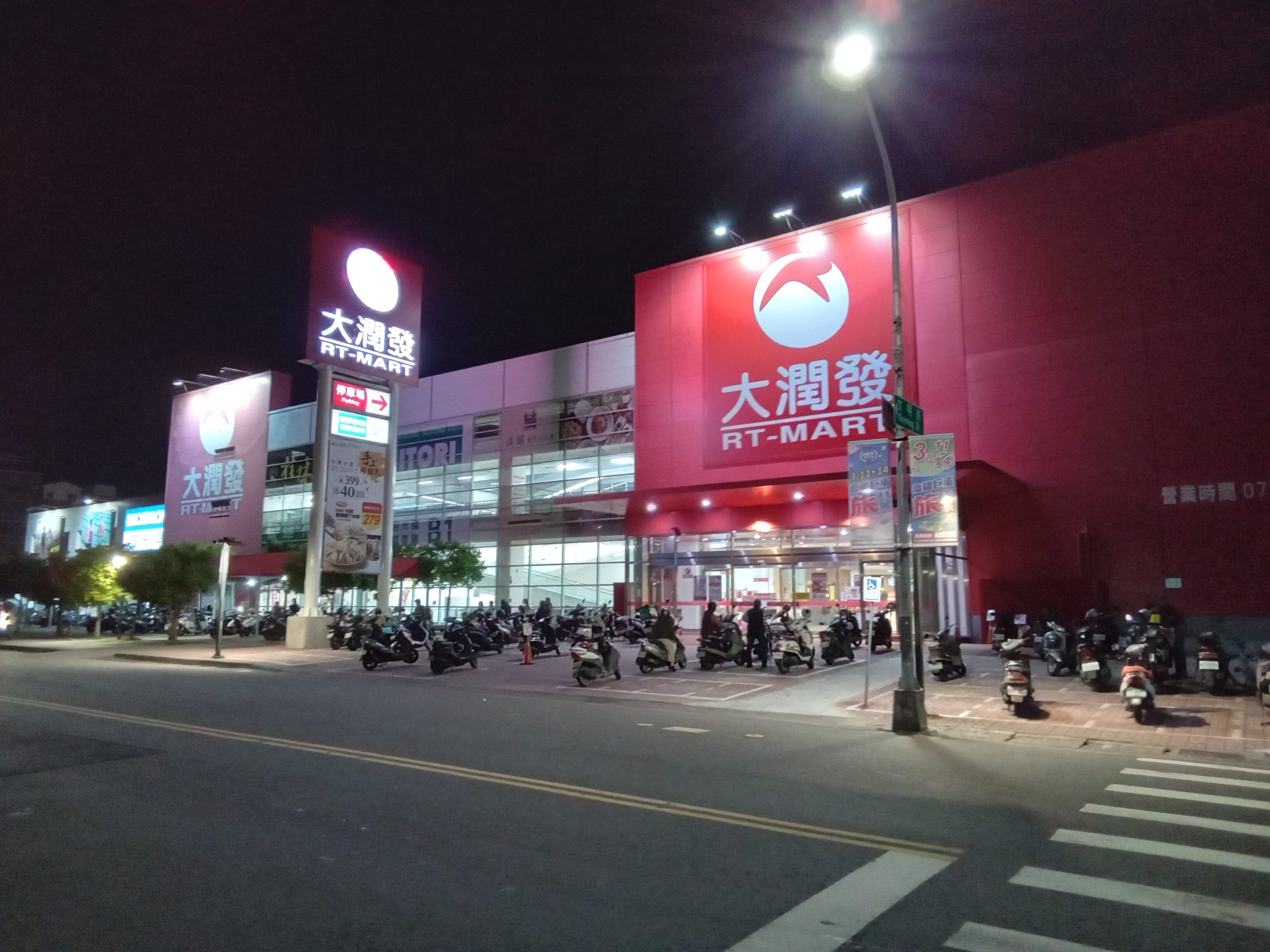
高雄鳳山店

1996年8月，潤泰企業集團成立「大潤發流通事業股份有限公司」，1997年，第一家門市桃園平鎮店於桃園縣平鎮市（今桃園市平鎮區）開幕，原址為潤泰紡織平鎮廠舊址。
2001年至2022年潤泰集團與法商歐尚集團合資經營台灣大潤發，2022年台灣大潤發改由全聯集團經營，並於2025年8月改為「大全聯」。

## 中國大陸

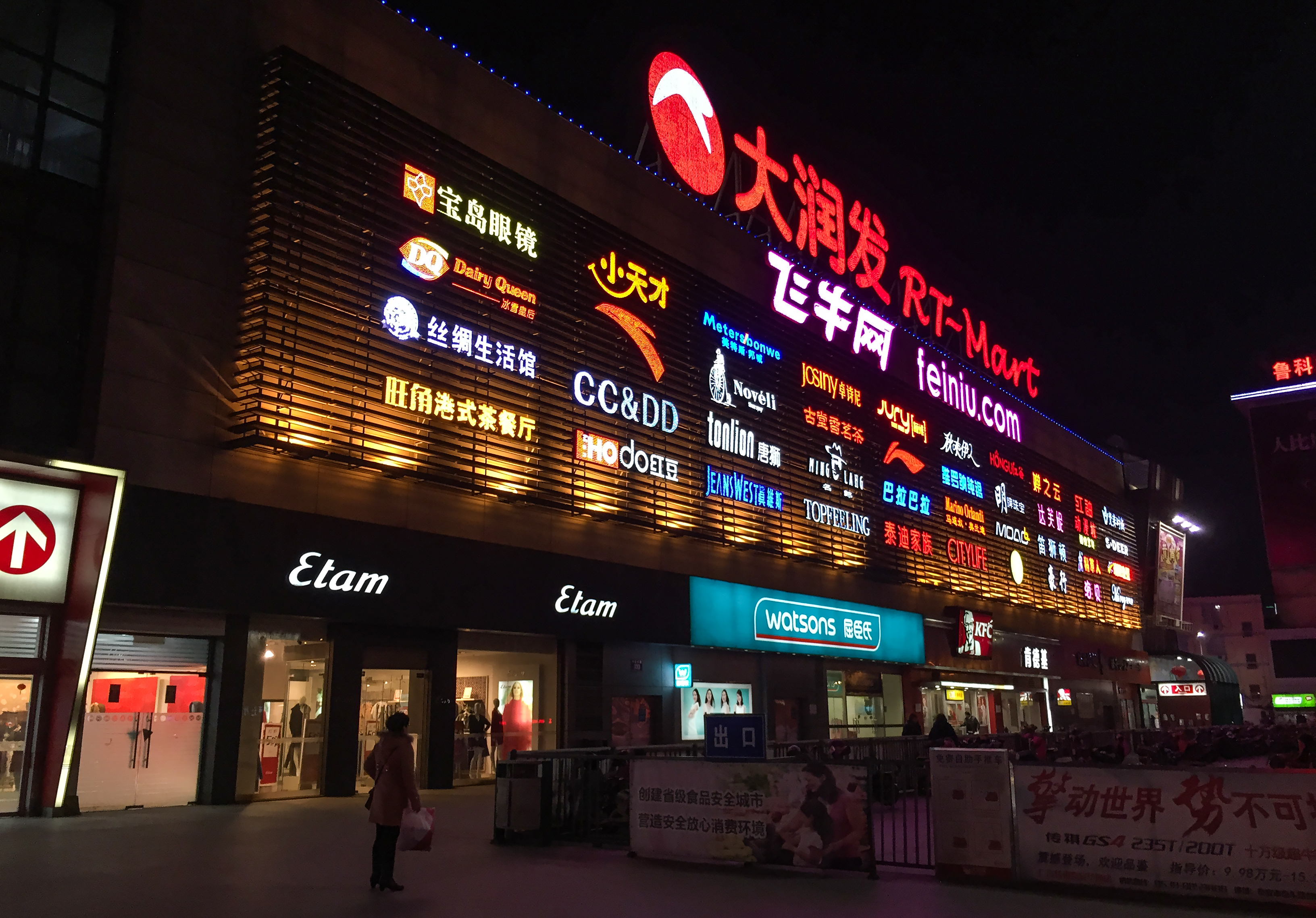
山東省泰安市的大潤發
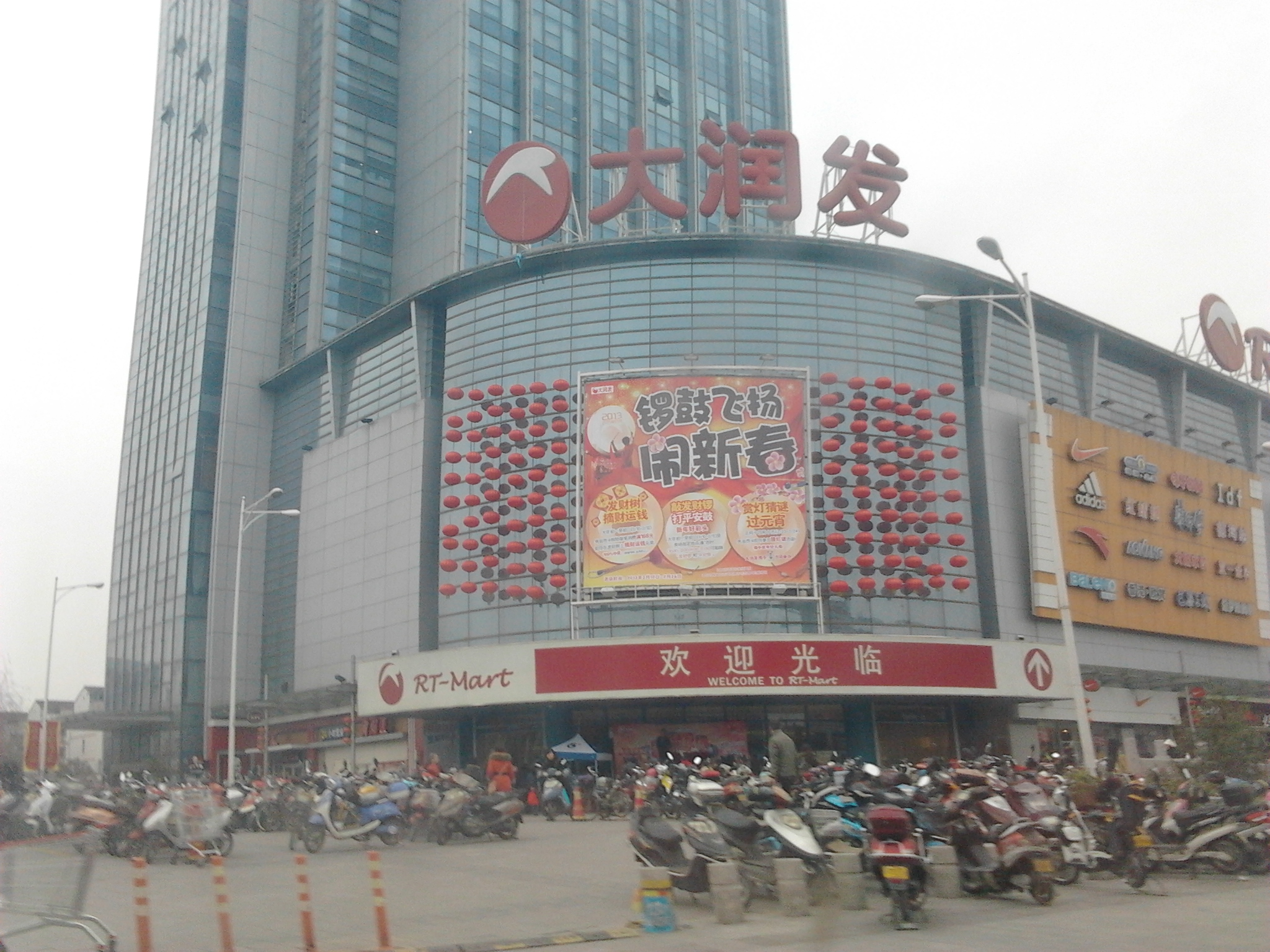
江蘇省蘇州市東環路的大潤發，為蘇州第一家大潤發，目前的門店為2009年重建
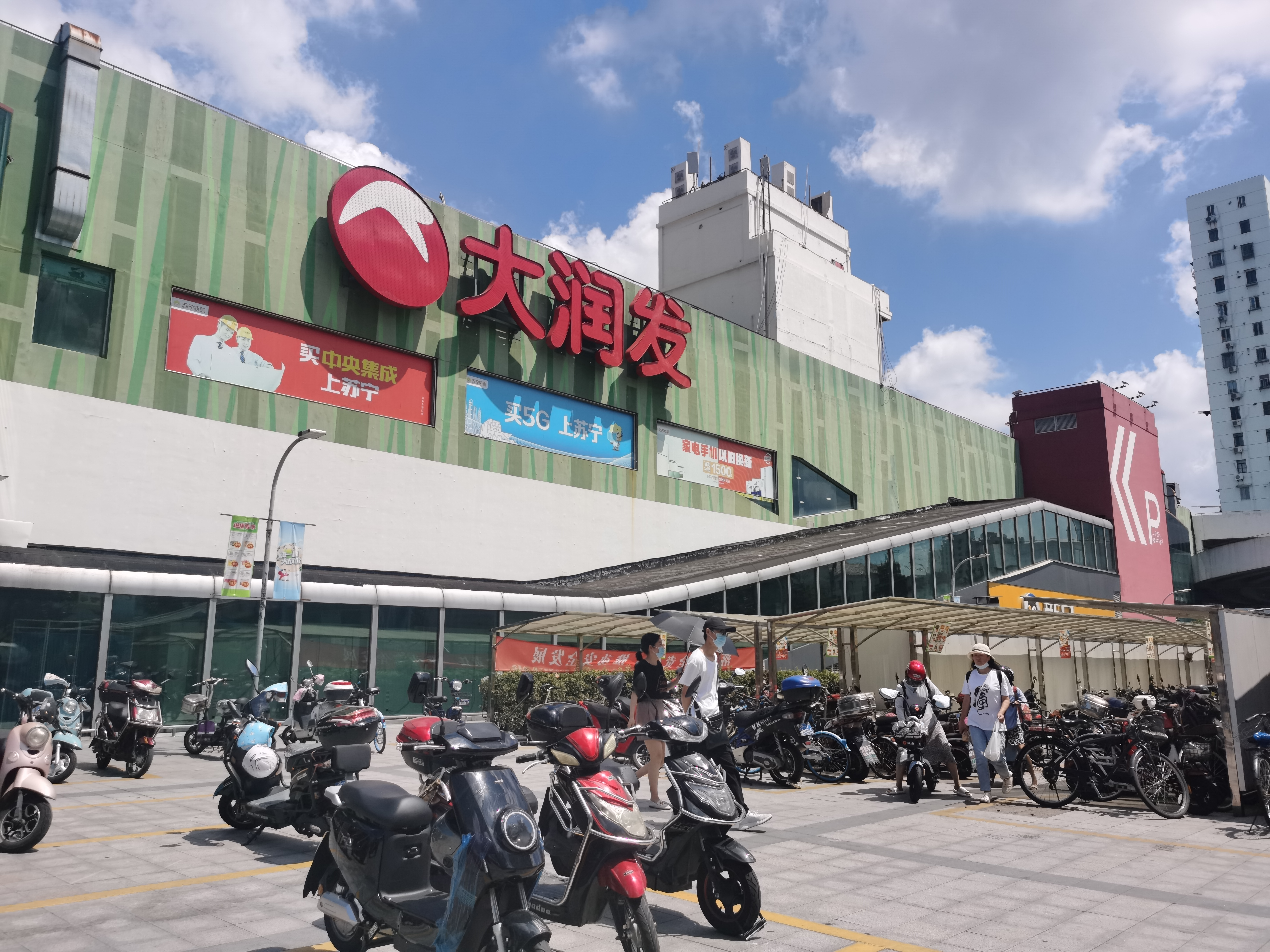
上海市杨浦区中原路上的大润发，其前身为1999年7月18日开业的中国首家欧尚超市[4]，2021年更名为大润发
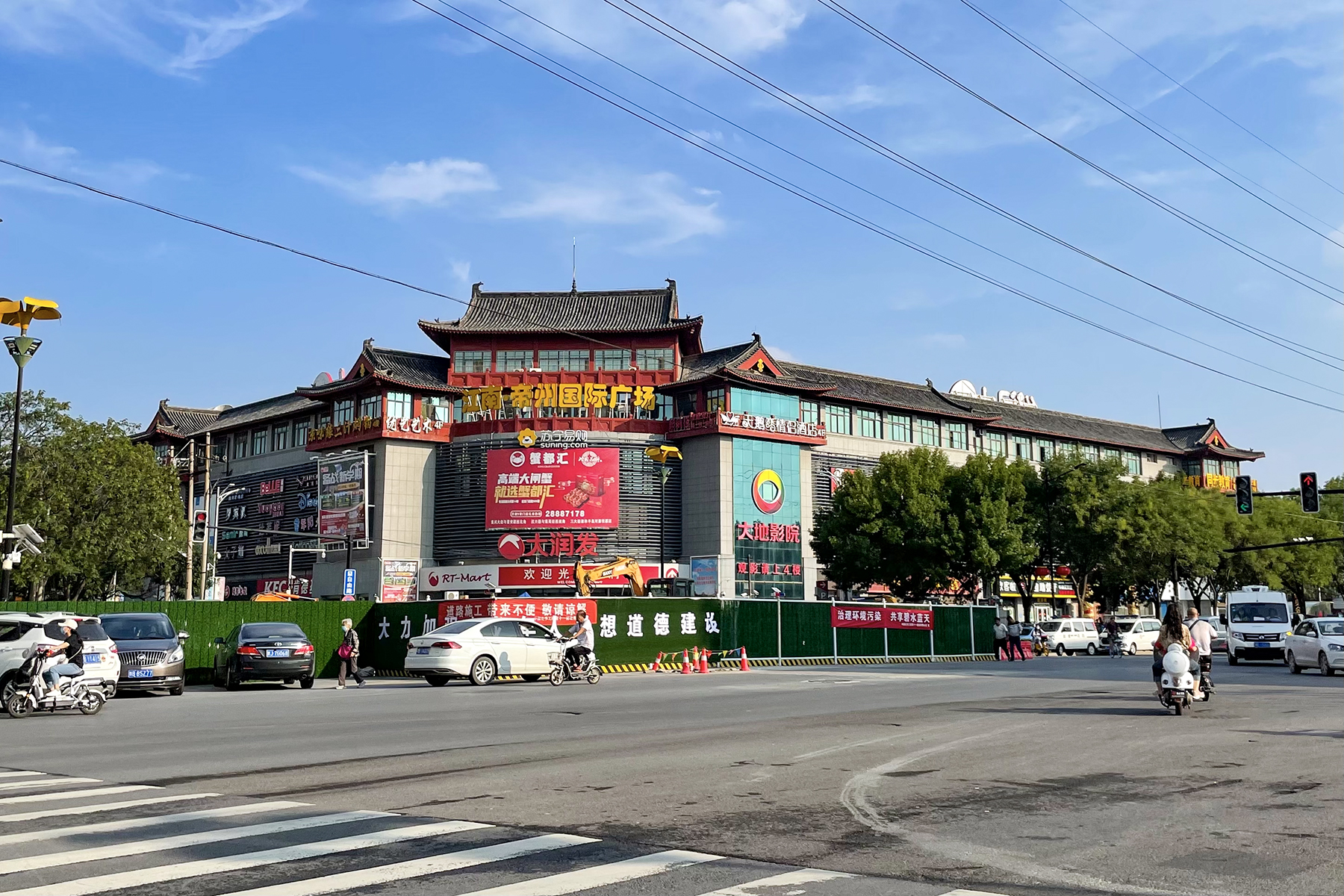
河南省開封市江南帝州國際廣場的大潤發

- 1997年4月，台商潤泰企業集團旗下量販店大潤發進軍中國市場，設立「上海大潤發有限公司」。
- 1998年7月，大潤發於上海市開設中國第一家店。
- 1999年7月，大潤發蘇州店開幕。
- 2000年12月13日，台商潤泰企業集團和法商歐尚集團決定組織合營企業「高鑫零售」，在中國大陸共同經營「歐尚」及「大潤發」的品牌業務[5]。
- 2003年，大潤發在中國的總店數已擴增至近40家。
- 2005年，中國大潤發的營業額已達158億元人民幣（約新臺幣650億元），躍居中國第二大的外資零售企業，僅次於中國家樂福，還打敗全球零售業的龍頭沃爾瑪。[6]
- 2006年，中國開放外資設立量販店，公司將「百潤發」、「金潤發」、「天潤發」、「大福源」、「春申購物中心」等合資門店名稱逐步統一為「大潤發」。
- 2007年10月26日，「大潤發控股有限公司」在香港註冊成立。
- 2008年，大潤發店數逾100家。營收335.46億元人民幣，年增率約31.04%，獲利10.42億元人民幣，年增38.9%。
- 2009年，大潤發營收為人民幣404.3169億元，單店業績3.36億，較去年同期成長20.5%。首度打敗中國家樂福。
- 2010年，營業額502億人民幣（新臺幣2260億元）。
- 2013年6月，中國大潤發進軍電子商務，成立上海飛牛集達電子商務有限公司。[7]
- 2014年1月16日，以飛牛網在中國展開電商購物網站營運，主要訴求全網自營正品保障，貨品一次送達。
- 2016年10月，大潤發山東省濰坊市濰一廣場店結束營業，成為中國大潤發開業19年來，首間結束營業的分店[8]。
- 2017年2月，中國前三大電子商務業者，阿里巴巴集團、騰訊以及蘇寧雲商洽購中國大潤發母公司高鑫零售。
- 2017年5月20日，飛牛網首次測試「1小時」急速達。6月份，371家門店將分批陸續完成測試上線。
- 2018年底，高鑫零售将中国欧尚的零售业务交由大润发托管[2]。2019年3月底，中国欧尚所有门店采购系统、营运系统与大润发全部打通[9]。
- 2021年，中国欧尚所有门店将陆续更名为大润发，预计于下半年完成改造[9]。

## 外部連結
- 官方网站